# ブラキウリ
ブラキウリ (英: Brachyury) はヒトではT 遺伝子にコードされたタンパク質である。ブラキウリはTボックスファミリーに属する転写因子である。これまで調べられたすべての左右相称動物で見つかっており、刺胞動物にも存在している。

## 歴史
Brachyury の変異は、1927年、Nadine Dobrovolskaïa-Zavadskaïa によってヘテロ接合体マウスにおける尾および仙骨の長さの変異として初めて記述された。ホモ接合体においてはbrachyury の変異は発生後10日目に中胚葉形成、および脊索分化の異常、前肢芽後側の構造欠損により致死性になる。Brachyury の名称はギリシャ語で短いを意味するbrakhus と尾を意味するoura より作られた。
ヒトおよびマウスのゲノム命名規則により、現在ではbrachyuryはTという名称を持つが、brachyury は発現タンパクの名称として現在も用いられている。
マウスのT 遺伝子は Bernhard Herrmann らによってクローンされ、436アミノ酸からなる胚の核内転写因子であることが明らかにされた。Tは繰り返し様配列である TCACACCT にT-boxと呼ばれるN末端領域で結合する。T は現在、哺乳類では18種類が知られるT-box遺伝子群のうち初めに見つかった遺伝子である。

## 機能
Brachyury 遺伝子は左右相称動物において正中線を規定するという保存された機能を持ち
、これに伴って前後軸を形成する。この機能は脊索動物、および軟体動物で著名である。この遺伝子の原始的な---少なくとも刺胞動物における---役割は、原口を形成することである.。また、原腸陥入時に中胚葉を規定する。中胚葉の形成と、中胚葉系への細胞分化にはこの遺伝子の発現が不可欠である。

## 発現
マウスではT は胚盤胞の内部細胞塊、続いて原始線条で発現する（ただし多くのマウス胚性幹細胞では見られない)。発生後期において発現は結節および脊索に限局される。アフリカツメガエル(Xenopus laevis )においてはXbra (Xenopus におけるT のホモログであり、近年は同じくt と呼ばれる)は原腸陥入前の帯域に発現し、中期原腸胚において原口および脊索に限局される。ゼブラフィッシュ(Danio rerio )におけるホモログはntl (no tail )である。

## 癌
ブラキウリの発現は脊椎内に残った脊索細胞の悪性腫瘍である脊索腫の確定診断マーカーである。また、生殖細胞におけるブラキウリの倍化は脊索腫が疑われる。Brachyury を含む染色体上の 6q27 領域が21例中6例で増加が見られ、一方欠失は見られなかった。
ブラキウリは多くの多くの腫瘍で過剰発現が見られる。このタンパクは上皮間葉転換に寄与し、浸潤を促進する。